# Bernd Mütter
Bernd Mütter (* 28. September 1938 in Kleve; † 3. August 2023) war ein deutscher Historiker und Geschichtsdidaktiker. Bis zu seiner Emeritierung 2003 war er Professor an der Carl von Ossietzky Universität Oldenburg.

## Leben und Werk
Mütter wurde 1938 in Kleve am Niederrhein geboren, ging dort zur Schule und absolvierte nach dem Abitur 1958 das Studium der Geschichte und Germanistik an den Universitäten Münster und Freiburg i. Br. Nach dem ersten (1963) und zweiten (1968) Lehramtsexamen war er Studienrat am Gymnasium Theodorianum in Paderborn, promovierte 1973 an der Universität Münster zum Dr. phil. im Fach Geschichte und wurde 1975 an die Fakultät für Geschichte der Reformuniversität Bielefeld abgeordnet mit einem Lehrauftrag für Allgemeine Geschichte unter besonderer Berücksichtigung der Fachdidaktik. 1979 erhielt er, inzwischen Studiendirektor im Hochschuldienst, den Auftrag zu einer Lehrstuhlbetreuung für Didaktik der Geschichte an der Universität Oldenburg. Dorthin wurde er 1981 als Professor berufen. Er lehrte in Oldenburg bis zu seiner Verabschiedung in den Ruhestand 2003. 1989–1999 war er 2. Vorsitzender der Konferenz für Geschichtsdidaktik.
Mütter begann mit Arbeiten zur Geschichte und Theorie der Geschichtswissenschaft. Seine Dissertation von 1973 (erschienen 1980) befasst sich mit der Entwicklung der Geschichtswissenschaft an der münsterischen Hochschule und in Westfalen im 19. Jahrhundert zwischen Aufklärung und Historismus, wobei vor allem das Spannungsverhältnis zwischen Historismus und Katholizismus eine spezifische Rolle spielt.
Ein zweiter, verwandter Schwerpunkt befasste sich mit Geschichte und Theorie der Geschichtsdidaktik. Zusammen mit Siegfried Quandt gab er 1988 den Band Historie – Didaktik – Kommunikation. Wissenschaftsgeschichte und aktuelle Herausforderungen heraus. 1995 erschien der Sammelband Historische Zunft und historische Bildung. Beiträge zur geisteswissenschaftlichen Geschichtsdidaktik, 2013 die Monographie Die Entstehung der Geschichtsdidaktik als Wissenschaftsdisziplin in der Epoche der Weltkriege. Ein Beitrag zur „Kultur der Niederlage“ in Deutschland (Karl Brandi, Herman Nohl, Erich Weniger).
Ein dritter Arbeitsschwerpunkt Mütters befasste sich mit dem geschichtsdidaktischen Potential historischen Reisens. Auf dem Hintergrund jahrelanger Erfahrungen in der akademischen Lehre (Magisterpraktikum) und der Volkshochschularbeit erschien 2009 die Monographie HisTourismus. Geschichte in der Erwachsenenbildung und auf Reisen. Als Stellvertretender Vorsitzender der deutschen Konferenz für Geschichtsdidaktik war Mütter an der Herausgabe mehrerer Tagungsbände zu den Themen Emotionen und historisches Lernen (1992), Historisches Lernen bzw. Regionale Identität im vereinten Deutschland (1994/96) und Geschichtskultur (2000) maßgeblich beteiligt.
Ein wirtschaftsgeschichtlicher Arbeitsschwerpunkt galt dem Thema Agrarmodernisierung im Industrialisierungszeitalter mit nordwestdeutschem Schwerpunkt und in regionalkomparatistischer Absicht. Eine Biographie des oldenburgischen Agrarmodernisierers Friedrich Oetken (1990) und die Studie Agrarmodernisierung im Herzogtum Oldenburg zwischen Reichsgründung und Erstem Weltkrieg (1995) gehören in diesen Kontext.
Schließlich hat sich Mütter in der didaktisch-schulpraktischen Bearbeitung von Unterrichtsthemen betätigt. Mit Jürgen Kocka bearbeitete er das Thema Wirtschaft und Gesellschaft im Zeitalter der Industrialisierung für die Sekundarstufe II, gemeinsam mit diesem u. a. gab er das Lehrwerk Geschichtsbuch. Die Menschen und ihre Geschichte in Darstellungen und Dokumenten für die Sekundarstufe I heraus.
Bernd Mütter starb Anfang August 2023 im Alter von 84 Jahren.

## Publikationen (Auswahl)
- Die Geschichtswissenschaft in Münster zwischen Aufklärung und Historismus unter besonderer Berücksichtigung der historischen Disziplin an der münsterischen Hochschule. Phil. Diss. Münster 1973 (= Historische Kommission für Westfalen, Reihe 22: B Bd. 1, Münster 1980) 525 S.
- (zus. mit Jürgen Kocka): Wirtschaft und Gesellschaft im Zeitalter der Industrialisierung. Quellen- und Arbeitsbuch für die Sekundarstufe II. München 1980. 2. Aufl. 1984. (Bayerischer Schulbuchverlag: Geschichte/Politik) 295 S.
- (zus. mit Siegfried Quandt) (Hrsg.): Historie – Didaktik – Kommunikation. Wissenschaftsgeschichte und aktuelle Herausforderungen. Reinhart Koselleck zum 65. Geburtstag. Marburg 1988 (= Geschichte – Grundlagen und Hintergründe, Bd. 1). 180 S.
- (zus. mit Peter Hüttenberger) (Hrsg.): Geschichtsbuch. Die Menschen und ihre Geschichte in Darstellungen und Dokumenten. Bd. 4. Berlin 1988 (Unterrichtswerk für die Sekundarstufe I) Ausgabe A: 304 S. Neuausgaben bis 1997.
- Agrarmodernisierung als Lebenserfahrung. Friedrich Oetken (1850–1922), ein vergessener Pionier der oldenburgischen Landwirtschaft. Oldenburg 1990 (= Oldenburger Studien. Bd. 33), 190 S.
- (zus. mit Uwe Uffelmann) (Hrsg.): Emotionen und historisches Lernen. Forschung, Vermittlung, Rezeption. Frankfurt am Main 1992, 3. Aufl. 1996 (= Studien zur internationalen Schulbuchforschung. Schriftenreihe des Georg-Eckert-Instituts. Bd. 76). 410 S.
- (zus. mit Uwe Uffelmann, Dagmar Klose) (Hrsg.): Historisches Lernen im vereinten Deutschland. Nation – Europa – Welt. Weinheim 1994 (= Schriften zur Geschichtsdidaktik. Bd. 1), 373 S.
- Historische Zunft und historische Bildung. Beiträge zur geisteswissenschaftlichen Geschichtsdidaktik. Weinheim 1995 (= Schriften zur Geschichtsdidaktik. Bd. 2). 388 S.
- (zus. mit Robert Meyer): Agrarmodernisierung im Herzogtum Oldenburg zwischen Reichsgründung und Erstem Weltkrieg. Marsch und Geest im intraregionalen Vergleich (Ämter Brake/Elsfleth und Cloppenburg). Hannover 1995 (= Veröffentlichungen der Historischen Kommission für Niedersachsen und Bremen, Reihe 34: Quellen und Untersuchungen zur Wirtschafts- und Sozialgeschichte Niedersachsens in der Neuzeit, Bd. 17), 213 S.
- (zus. mit Uwe Uffelmann) (Hrsg.): Regionale Identität im vereinten Deutschland. Chance und Gefahr. Weinheim 1996 (= Schriften zur Geschichtsdidaktik. Bd. 4), 303 S.
- (zus. mit Horst Kuss) (Hrsg.): Geschichte Niedersachsens – neu entdeckt. Braunschweig 1996 (= Westermann Praxis Pädagogik) 160 S.
- (zus. mit Bernd Schönemann, Uwe Uffelmann) (Hrsg.): Geschichtskultur. Theorie – Empirie – Pragmatik. Weinheim 2000 (= Schriften zur Geschichtsdidaktik. Bd. 11) 368 S.
- HisTourismus. Geschichte in der Erwachsenenbildung und auf Reisen. 2 Bde. Oldenburg (BIS) 2009.
- Die Entstehung der Geschichtsdidaktik als Wissenschaftsdisziplin in der Epoche der Weltkriege. Ein Beitrag zur „Kultur der Niederlage“ in Deutschland. Oldenburg (BIS) 2013.